# 查尔斯·赫伯特·贝斯特
查尔斯·赫伯特·贝斯特（英語：Charles Herbert Best，1899年2月27日—1978年3月31日），加拿大生理学家。1921年在多伦多大学作为弗雷德里克·班廷的助手共提炼了胰岛素，他們稱為小島素(Isletin)。1923年班廷获诺贝尔奖后曾将一半奖金分给贝斯特。1926到1928年，在倫敦隨亨利·戴爾爵士從事博士後研究，發現了胺氧化酶，一種抗過敏酶。1929年接任約翰·麥克勞德成为多伦多大学生理学教授。1948年成为美国艺术与科学学会会员。